# Контрацептивна безпека
Контрацептивна безпека — здатність людини надійно вибирати, отримувати та використовувати якісні засоби контрацепції для планування сім'ї та профілактики захворювань, що передаються статевим шляхом. Цей термін стосується насамперед зусиль, які вживаються в країнах з низьким і середнім рівнем доходу, щоб забезпечити доступність засобів контрацепції як невід'ємної частини програм планування сім'ї.
Незважаючи на постійне зростання використання контрацептивів у країнах з низьким, середнім і високим рівнем доходу, фактичне використання контрацептивів відрізняється в різних регіонах світу. Всесвітня організація охорони здоров'я (ВООЗ) визнає важливість контрацепції та описує будь-який вибір щодо планування сім'ї як права людини.  Субсидовані продукти, зокрема презервативи та оральні контрацептиви, можуть надаватися для людей з низькими доходами. Заходи, вжиті для забезпечення безпеки контрацепції, можуть включати зміцнення каналів постачання контрацепції, формування комітетів з безпеки контрацепції, забезпечення якості продукції, сприяння сприятливому політичному середовищу та вивчення варіантів фінансування.

## Історія
Контрацепція була активною практикою, яка сягає стародавнього Єгипту. Контрацепція відіграла важливу роль в історії та з часом сприяла розвитку організацій, які розробляють та впроваджують різні методи контрацепції для широкої громадськості. У Сполучених Штатах Америки наприкінці 1800-х років контрацепція часто заборонялася, а в деяких штатах вважалася незаконною. Це було здебільшого викликано релігією та іншими соціальними помилковими уявленнями, які часто вважаються такими, що сприяють розважальному сексу.  Проте все більше людей у всьому світі усвідомили важливість контрацепції та переваги, які вона може надати людям.
Перша клініка планування сім'ї була відкрита в 1882 році в Нідерландах Алеттою Якобс.  Активісти на початку 1900-х років, такі як Маргарет Сенгер, дозволили використовувати контрацепцію для пар, які не були готові до зачаття. У 1916 році Сенгер відкрила першу клініку планування сім'ї в Брукліні, Нью-Йорк. Клініка отримала велику негативну реакцію з боку багатьох людей і була змушений закритися через кілька днів після відкриття.
Контрацепція стала ще більш актуальною темою в 1960-х роках, після створення засобів контролю народжуваності та внутрішньоматкової спіралі (ВМС).  Обидва діяли як безпечніші і зручніші методи контрацепції. Невдовзі після цього, у 1965 році, Верховний суд Сполучених Штатів визнав неконституційним те, що штати забороняли подружнім парам досягати контролю над народжуваністю під час справи «Ґрізволд проти Коннектикуту».
У середині 1960-х років уряд Сполучених Штатів почав розуміти важливість контрацепції для зменшення швидкого зростання населення світу.  Доступ до контрацепції був ще більше зміцнений після прийняття Розділу X Закону про державну службу охорони здоров'я в 1970 році, який мав на меті сприяти подальшому встановленню безпеки контрацепції в Сполучених Штатах. У 1970-х роках численні організації, включаючи урядові та неурядові, були створені, щоб допомогти більшій кількості людей отримати методи та послуги з планування сім'ї.
З роками це призвело до розвитку неурядових організацій, таких як Міжнародна федерація планованого батьківства (IPPF), Marie Stopes International, Population Services International (PSI) і Women Deliver, а також двосторонніх організацій, таких як Датське агентство міжнародного розвитку (DIDA), Міністерство міжнародного розвитку Великобританії (DFID) і Агентство США з міжнародного розвитку (USAID).  Ці організації працюють над забезпеченням безпеки контрацепції в багатьох країнах за допомогою пожертвувань, інструментів політики та інших комунікаційних механізмів. Крім того, USAID співпрацює з численними приватними та державними компаніями по всьому світу, щоб розширити доступ до інформації та ресурсів, необхідних для планування сім'ї.  Сьогодні безпека контрацепції все ще є важливою темою, особливо враховуючи її здатність зменшувати дитячу та материнську смертність у деяких країнах з низьким і середнім рівнем доходу.

## Вакцинація від ВІЛ
ВООЗ рекомендує застосування ін'єкційного препарату каботегравір (CAB-LA) тривалої дії для доконтактної профілактики ВІЛ.
| | «Ми сподіваємося, що ці нові рекомендації допоможуть пришвидшити зусилля країни, щоб розпочати планування та впровадження CAB-LA разом з іншими варіантами профілактики ВІЛ, включаючи пероральний PrEP і вагінальне кільце з дапівірином» |
| — Мег Доерті, директор Глобальних програм ВООЗ з ВІЛ, гепатиту та інфекцій, що передаються статевим шляхом | |

15 серпня в Україні вперше застосовано новий метод профілактики ВІЛ — ін'єкційний препарат тривалої дії каботегравір (CAB-LA) для двох пацієнтів. Наявність CAB-LA поряд з таблетованими формами ДКП (TDF/FTC) дозволяє обирати між пероральним прийомом препаратів на регулярній основі та ін'єкційним препаратом пролонгованої дії. Як і таблетовані форми ДКП, каботегр авір надається безкоштовно в рамках національної програми з ДКП для забезпечення антиретровірусними препаратами людей, які мають високий ризик інфікування ВІЛ статевим шляхом.

## Вакцинація від папіломавірусу (ВПЛ)
Близько 90% випадків захворювання раку шийки матки є ураження ВПЛ. Інфікування папіломавірусом у 70% є причиною раку ротової порожнини і ротоглотки. Інтервенція ВООЗ щодо вакцинації від ВПЛ збільшила кількість країн, що вже застосовують цю вакцину до 84.  Рекомендації ВООЗ стосовно вакцинації проти ВПЛ фокусуються на можливості застосування чотиривалентної або дев’ятивалентної вакцин проти ВПЛ.